# Edgar Lubbock

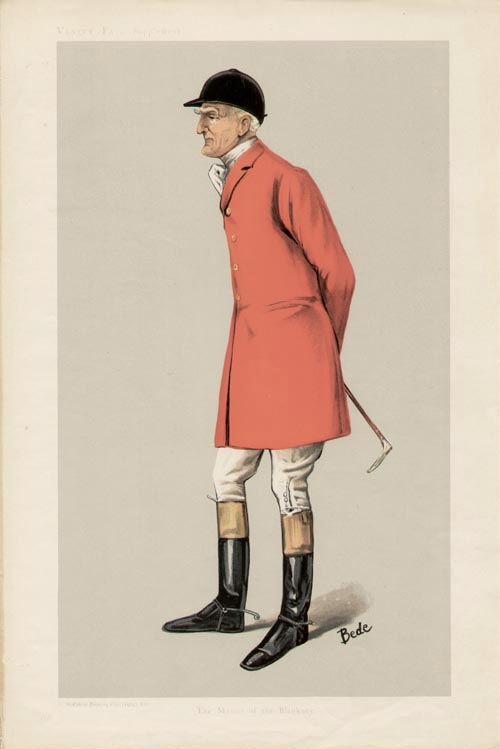
Karikatur von Edgar Lubbock aus der Zeitschrift Vanity Fair (1906).

Edgar Lubbock (* 22. Februar 1847 in St. James’s, London; † 9. September 1907 in Chelsea, London) war ein englischer Fußball-, Cricket- und Tennisspieler. Als Verteidiger in der frühen Fußballgeschichte gewann er mit dem Wanderers FC im Jahr 1872 die Erstausgabe des englischen FA Cups und wiederholte diesen Erfolg und sieben Jahre später mit den Old Etonians.

## Leben

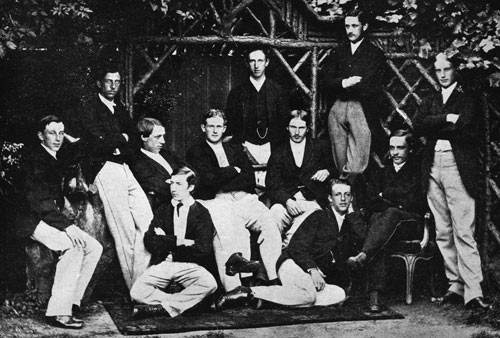
Cricketmannschaft des Eton College (1866). Lubbock sitzend im Zentrum der mittleren Reihe.

Lubbock wurde im Februar 1847 in London als achter Sohn von Sir John William und Harriett Lubbock geboren. Er wuchs in sehr wohlhabenden Verhältnissen auf – sein Vater stand der Lubbock & Co Bank vor – und besuchte standesgemäß das Eton College und die University of London. Dort erwarb er 1874 den Titel des Bachelor of Laws (LLB) und wurde von der renommierten Anwaltskammer Clifford’s Inn ausgezeichnet. Zuvor hatte er sich bereits in mehreren Disziplinen als sportlich talentiert herausgestellt. Er spielte zwischen 1866 und 1871 Cricket für den Kent County Cricket Club, für die er drei Mal zum Einsatz kam. In 1872 war er Teil der ersten Tour des Marylebone Cricket Clubs in Kanada und den Vereinigten Staaten, unter anderem zusammen mit dem berühmten W. G. Grace. Daneben pflegte er sein Interesse am Fußballsport und er war einer der ersten englischen Sportler, die es in beiden Sportarten zu Spitzenleistungen brachten.
Erster Meilenstein war für Lubbock der Gewinn des englischen FA Cups in seiner Erstausgabe. Nachdem 15 Mannschaften für den Wettbewerb gemeldet hatten, stand Lubbock am 16. März 1872 mit dem Wanderers FC im Kennington Oval den Royal Engineers im Finale gegenüber. Die Wanderers gingen als Favorit ins Spiel, da sie mit den besten englischen Spielern aus den Schulen und Universitäten gespickt waren, während sich die Royal Engineers aus Militärpersonal (zwei Armeekapitäne und neun Leutnants) zusammensetzten. Nach dem verletzungsbedingten Ausfall von Edmund Creswell nach gerade einmal zehn Minuten spielten die Royal Engineers in Unterzahl (Auswechslungen waren nicht erlaubt) und so gewannen die Wanderers nach einem Tor von Morton Betts mit 1:0. Lubbock war dabei einer von nur zwei Abwehrspielern in einem der frühen Systeme, das acht Stürmer vorsah. Nächster Erfolg war drei Jahre später ein weiterer Einzug ins englische Pokalfinale. Lubbock hatte zwischenzeitlich die Wanderers verlassen und sich den Old Etonians angeschlossen. Beim Wiedersehen mit den Royal Engineers trennten sich die Kontrahenten mit 1:1, bevor die Royal Engineers im Wiederholungsspiel mit 2:0 die Oberhand behielten. Bei der Niederlage agierte neben Edgar Lubbock auch sein Bruder Arthur. In der Saison 1875/76 erreichte Lubbock ein drittes Mal das Pokalendspiel. Dort kam er erst im Wiederholungsspiel gegen seinen Ex-Verein Wanderers FC zum Einsatz und verlor deutlich mit 0:3. Erst drei Jahre später bei seiner Viertauflage konnte Lubbock den englischen Pokal zum zweiten Mal gewinnen – mit einem 1:0-Finalsieg gegen die Clapham Rovers. Während seiner Fußballerzeit hatte er fünfmal zwischen 1870 und 1872 in inoffiziellen englischen Auswahlspielen gestanden. Zu einem echten Länderspiel kam es danach nicht; seine einzige Berücksichtigung für ein Spiel am 6. März 1875 gegen Schottland musste Lubbock verletzungsbedingt absagen.
Ab den späten 1870er-Jahren machte sich Lubbock auch einen Namen als Tennisspieler und gewann zwei Turniere: das Grand National Lawn Tennis Tournament in Hendon (1879) und die South of England Championships in Eastbourne (1881). Ebenfalls 1879 und 1881 erreichte er bei den Wimbledon Championships jeweils das Achtelfinale, in dem er zunächst George Ernst Tabor und danach dem späteren Sieger William Renshaw unterlag.
Abseits der Sportwettkämpfe war Lubbock ein renommierter Rechtsanwalt und neben seiner Arbeit als Direktor in der Whitbread-Brauerei war er stellvertretender Gouverneur der Bank of England. Er erhielt den Titel des „Leutnants der Stadt London“ und galt als versierter Organisator in wirtschaftlichen Fragen. In seiner Freizeit widmete er sich als „Master of the Blankney“ der Parforcejagd bis zu seinem Tod im Alter von 60 Jahren. Er wurde in seiner Neuheimat Caythorpe in der Grafschaft Lincolnshire beigesetzt.

## Titel/Auszeichnungen
- Englischer Pokalsieger (2): 1872, 1879